# Eerste Kamerverkiezingen 1888
De Eerste Kamerverkiezingen 1888 waren tussentijdse Nederlandse verkiezingen voor de Eerste Kamer der Staten-Generaal. Zij vonden plaats op 24 maart 1888.
De verkiezingen werden gehouden als gevolg van de ontbinding van de Eerste Kamer. In 1887 waren er verkiezingen geweest voor beide Kamers van de Staten-Generaal in verband met het aannemen van een wijziging van de Grondwet. Bij die wijziging was ook de regeling van het kiesrecht betrokken en werd het wettelijke aantal leden van de Eerste Kamer van 39 op 50 gebracht. Nadat deze grondwetswijziging in 1887 in tweede lezing in de Tweede Kamer en de Eerste Kamer was aangenomen, werd de Eerste Kamer wederom ontbonden om verkiezingen volgens de nieuwe regeling mogelijk te maken.
Bij deze verkiezingen kozen de leden van Provinciale Staten - die bij de Statenverkiezingen in mei 1886 gekozen waren - in elf kiesgroepen naar provincie vijftig nieuwe leden.
De uitslag van de verkiezingen was als volgt:
| Groepering/partij          | Zetels | Zetels | Zetels | Zetelverdeling naar provincie | Zetelverdeling naar provincie | Zetelverdeling naar provincie | Zetelverdeling naar provincie | Zetelverdeling naar provincie | Zetelverdeling naar provincie | Zetelverdeling naar provincie | Zetelverdeling naar provincie | Zetelverdeling naar provincie | Zetelverdeling naar provincie | Zetelverdeling naar provincie |
| Groepering/partij          | 1887   | 1888   | +/-    | Gr                            | F                             | D                             | O                             | Ge                            | U                             | NH                            | ZH                            | Z                             | NB                            | L                             |
| -------------------------- | ------ | ------ | ------ | ----------------------------- | ----------------------------- | ----------------------------- | ----------------------------- | ----------------------------- | ----------------------------- | ----------------------------- | ----------------------------- | ----------------------------- | ----------------------------- | ----------------------------- |
| Liberale Unie              | 26     | 32     | +6     | 3                             | 4                             | 2                             | 3                             | 2                             |                               | 7                             | 9                             | 2                             |                               |                               |
| katholieken                | 9      | 10     | +1     |                               |                               |                               |                               |                               | 1                             |                               |                               |                               | 6                             | 3                             |
| conservatieven             | 2      | 3      | +1     |                               |                               |                               |                               | 3                             |                               |                               |                               |                               |                               |                               |
| gematigde liberalen        | 1      | 2      | +1     |                               |                               |                               |                               |                               |                               | 1                             | 1                             |                               |                               |                               |
| conservatief-liberalen     | 0      | 2      | +2     |                               |                               |                               |                               | 1                             |                               | 1                             |                               |                               |                               |                               |
| Anti-Revolutionaire Partij | 1      | 1      | 0      |                               |                               |                               |                               |                               | 1                             |                               |                               |                               |                               |                               |
| totaal                     | 39     | 50     | +11    | 3                             | 4                             | 2                             | 3                             | 6                             | 2                             | 9                             | 10                            | 2                             | 6                             | 3                             |

## Gekozenen
Bij deze verkiezingen waren alle 39 leden aftredend. 35 leden waren herkiesbaar, van wie 34 herkozen werden. Twee aftredende leden hadden aangegeven niet herkiesbaar te zijn, terwijl twee andere leden niet herkiesbaar waren omdat zij bij de verkiezingen van 6 maart 1888 gekozen waren tot lid van de Tweede Kamer. Zestien nieuwe leden maakten hun entree in de Eerste Kamer.
- Door Provinciale Staten van Gelderland werd Cornelis Sickesz (Liberale Unie) niet herkozen. Naast vier aftredende en herkozen leden vaardigde Gelderland twee nieuwe leden af naar de Eerste Kamer.

De zittingsperiode van de Eerste Kamer ging in op 1 mei 1888. De zittingstermijn van de gekozen Kamerleden bedroeg negen jaar.
*1850 · 1853 · 1856 · 1859 · 1862 · 1865 · 1868 · 1871 · 1874 · 1877 · 1880 · 1883 · *1884 · 1887 (I) · *1887 (II) · *1888 · 1890 · 1893 · 1896 · 1899 · 1902 · *1904 · 1907 · 1910 · 1913 · 1916 · *1917 · 1919 · *1922 · *1923 · 1926 · 1929 · 1932 · 1935 · *1937 · *1946 · *1948 · 1951 · *1952 · 1955 · *1956 (I) · *1956 (II) · 1960 · *1963 · 1966 · 1969 · *1971 · 1974 · 1977 · 1980 · *1981 · *1983 · *1986 · 1987 · 1991 · 1995 · 1999 · 2003 · 2007 · 2011 · 2015 · 2019 · 2023

* algemene verkiezingen in verband met vervroegde ontbinding van de Eerste Kamer

vanaf 1987 bedraagt de vaste zittingstermijn van de Eerste Kamer vier jaar